# 99公益日
99公益日是由中华人民共和国中央网信办和国家民政部指导，腾讯公益自联合公益慈善组织、用户、企业和媒体等共同发起的一年一度的全民公益活动。此活动自2015年开始，已连续举办至今。